# Can Gasull (Sant Vicenç de Montalt)
Can Gasull és una masia de Sant Vicenç de Montalt (Maresme) inclosa a l'Inventari del Patrimoni Arquitectònic de Catalunya.

## Descripció
Edifici gran de planta basilical. Coberta a dues aigües. El cos central és elevat. Obertures en façana petites i de pedra. Les de la planta baixa en punt rodó i les altres del pis superior amb llindes de pedra. Hi ha afegits i reformes posteriors.